# ВО-4 «Тютюнник»

Регіон діяльности ВО «Тютюнник» у серпні-листопаді 1943 року

ВО-4 «Тютюнник»  — воєнна округа Української повстанської армії, частина оперативної групи УПА-Північ, яка охоплювала Житомирську область та західну частину Київської області. Командир — «Береза», шеф штабу — «Черник».

## Історія
У другій половині 1944 року групи «Заграва», «Тютюнник» і «Турів» реорганізовані в два з'єднання груп (ЗГ): «33» («Завихост») і «44» («ЗГ», «444»).

## Структура
- Загін «Крука» (командир: «Крук»).
  - Курінь «Буревія»,
  - Курінь «Докса»,
  - Курінь «Дика»,
  - Курінь окремих доручень «Бистрого».
- Загін Н.
  - Курінь «Гордієнка»,
  - Курінь «Меча»,
  - Курінь «Дуная».

## За даними Сергія Яровенка
На території сучасної Житомирської області діяла група «Тютюнник» під командуванням Федора Воробця («Олекса Глід», «Верещака»). Шефом військового штабу групи був Гудзоватий Петро (Василь Вечера), політвиховником — Єфрем Мовчан (Петро Степанченко, Орел). Групі підпорядковувались з'єднання:
- «Базар» (Микола Мельник — «Онищенко», «Павло»),
- «Крути» («Чорненко», «Жук»),
- «Хмельницький» (Яків Яківлів — «Кватиренко», «Юрко»), та окремі групи повстанців. Так, на півдні Житомирщини діяв загін у складі 7 груп, які налічували до 50 осіб кожна під загальним командуванням члена проводу ВО «Тютюнник» Петра Кухарчука («Дорош»).